# Pădina Mică
Pădina Mică – wieś w Rumunii, w okręgu Mehedinți, w gminie Pădina. W 2011 roku liczyła 211 mieszkańców.